# Timothée Pembélé
Timothée Joseph Pembélé (ur. 9 września 2002 w Beaumont-sur-Oise) – francuski piłkarz kongijskiego pochodzenia występujący na pozycji obrońcy we francuskim klubie Paris Saint-Germain. Wychowanek US Persan 03, w trakcie swojej kariery grał także w Bordeaux. Młodzieżowy reprezentant Francji.